# Kostel Nanebevzetí Panny Marie (Troubsko)
Kostel Nanebevzetí Panny Marie je římskokatolický chrám v obci Troubsko v okrese Brno-venkov. Je chráněn jako kulturní památka České republiky. Je farním kostelem troubské farnosti.

## Historie
První písemná zmínka o kostele v Troubsku pochází z roku 1384. Na místě původního chrámu byl v letech 1746–1758 vystavěn nový jednolodní barokní kostel s věží a půlkruhovým závěrem kněžiště. Vysvěcen byl v roce 1779 brněnským biskupem Matyášem Františkem Chorinským z Ledské. Při požáru byla na konci 18. století zničena věž, nahrazena byla současnou, která byla vybudována v roce 1796.
V kostele se nachází celkem pět oltářů s obrazy od Josefa Stubenbecka na hlavním oltáři a od Josefa Sterna na vedlejších oltářích. Věžní hodiny byly pořízeny roku 1853. 
Kolem kostela je hřbitov, ohrazený zdí.